# Afrikaanse zee-engel
De Afrikaanse zee-engel (Squatina africana) is een vis uit de familie van zee-engelen (Squatinidae), superorde van haaien. De haai kan een lengte bereiken van 80 centimeter (man) en 108 centimeter (vrouw). Deze haai is eierlevendbarend en werpt 7 tot 11 jongen.

## Leefomgeving
De Afrikaanse zee-engel is een zoutwatervis. De vis komt voor in (sub)tropische wateren op het continentaal plat van zuidoost Afrika in de Indische Oceaan. De Afrikaanse zee-engel leeft op een diepte van 60 tot 300 meter.

## Relatie tot de mens
De Afrikaanse zee-engel is gevoelig voor overbevissing. Deze zee-engel staat niet op de Rode Lijst van de IUCN omdat er onvoldoende gegevens bekend zijn over de populaties.